# Pałac Sportu w Mińsku
Pałac Sportu – hala sportowo-widowiskowa w Mińsku na Białorusi.
Obiekt jest położony w pobliżu stacji Niamiha mińskiego metra. Decyzja o jego budowie zapadła pod koniec roku 1962, a oficjalne otwarcie nastąpiło 7 maja 1966 roku. Była to pierwsza hala w ZSRR wykorzystująca fiberglass jako tworzywo do wyrobu siedzisk, a cała jego konstrukcja stała się wzorcem dla innych tego typu budowli w całym kraju.

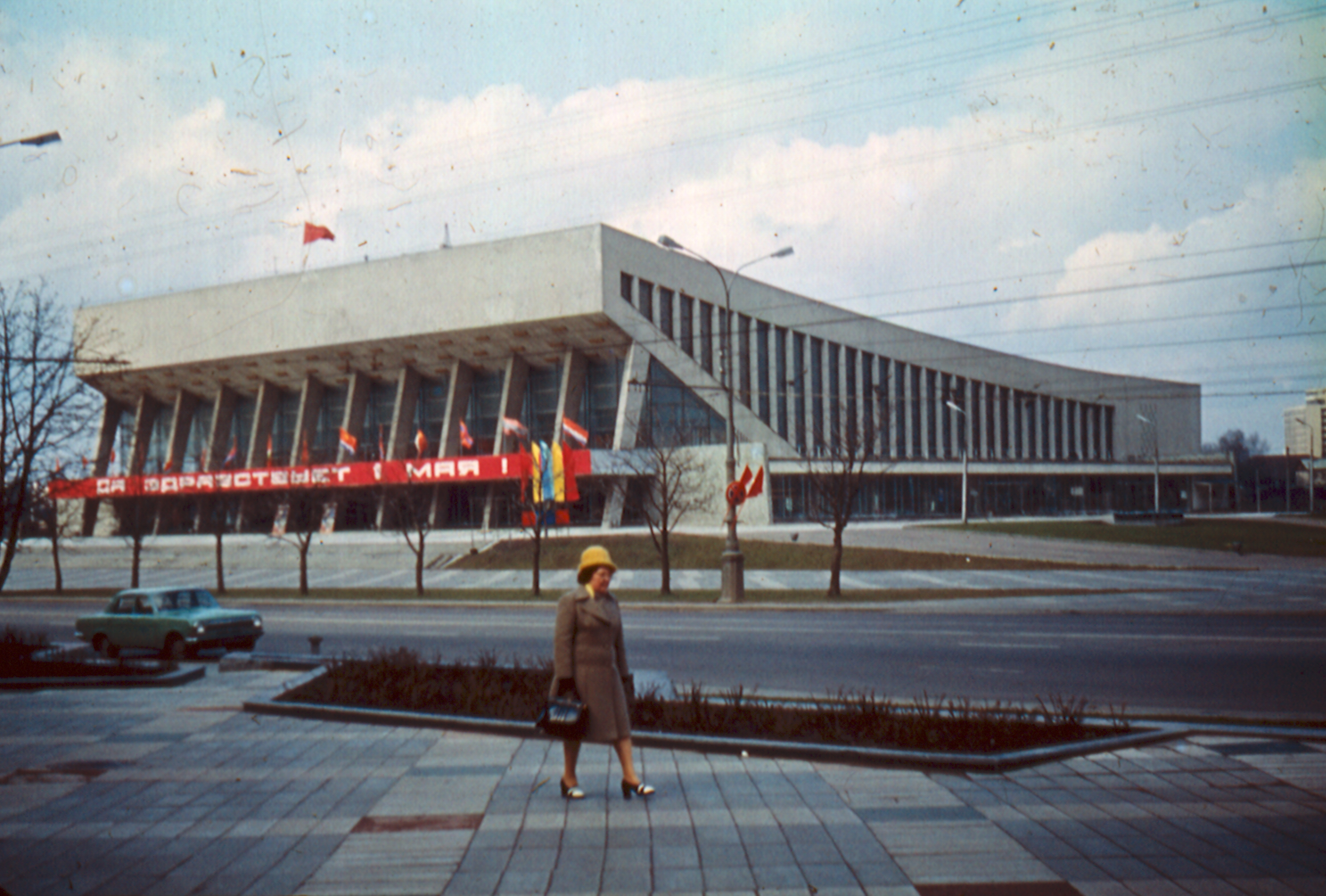
Pałac Sportu w 1981 roku

Na trybunach głównej hali może zasiąść 3074 widzów, a wraz z parkietem może pomieścić 4500 osób. Przeznaczona jest ona do rozgrywania zawodów w ponad dwudziestu dyscyplinach, jak hokej na lodzie, łyżwiarstwo figurowe, curling, taniec sportowy, piłka ręczna, koszykówka, siatkówka, zapasy, tenis, tenis stołowy czy boks. Mniejsza hala, o wymiarach 30 na 61 metrów, używana jest głównie do treningów sportów łyżwiarskich i prócz trybun na trzysta osób posiada także niezbędną infrastrukturę w postaci szatni, siłowni, elektronicznej tablicy wyników oraz nagłośnienia.
Obiekt gościł między innymi Mistrzostwa Europy w Zapasach 1967, Mistrzostwa Europy w Gimnastyce Sportowej Kobiet 1971, Mistrzostwa Świata w Zapasach 1975, Mistrzostwa Europy juniorów do lat 18 w hokeju na lodzie 1981, Mistrzostwa świata do lat 18 w hokeju na lodzie mężczyzn 2004, Mistrzostwa świata do lat 18 w hokeju na lodzie mężczyzn 2010, Mistrzostwa Europy w Podnoszeniu Ciężarów 2010, Mistrzostwa Europy w Boksie 2013.